# Skerdian Perja
Skerdian Perja (sinh 3 tháng 3 năm 1991 ở Kavajë) là một cầu thủ bóng đá Albania thi đấu ở vị trí hậu vệ cho Besa Kavajë ở Giải bóng đá hạng nhất quốc gia Albania.